# 偽造
偽造（ぎぞう）とは、にせものをつくること。贋造。
手形法等の有価証券法の概念、用語であると同時に、刑法の概念、用語の一つでもあり、明治初期には偽甲差と呼ばれていた。類似するが別個の概念としては変造がある。一般的には、単に偽物を造ること、という程度の意味で用いられることも多いが、法的には以下のような意味で限定的に用いられる。

## 有価証券法上の偽造
自分が代理人として署名する以外の方法で自分以外の人間の署名を券面上に顕出することにより、その者が券面に記載された債務を負担するような有価証券を不正に作成することをいう
（自分が代理人として署名すると無権代理になる。）。
為替手形、約束手形、小切手を偽造した者は手形法8条、77条2項、小切手法11条の類推適用によって手形債務を負担すると解されている。なお上記の条文は、本来無権代理人の責任に関する規定であるから、類推適用のための理論構成が法学上問題になるが、ここでは割愛する。また、手形等を偽造した者の刑事責任については、後述する。

## 刑法上の偽造

### 通貨偽造罪
通貨偽造罪の項目を参照。名義の真正を偽ることによって通貨に対する公共の信用を害する犯罪である。

### 有価証券偽造罪
上記の有価証券上の偽造は、刑法上は有価証券偽造罪にあたる。また、署名の真正を偽る手段として印章を偽造したり他人の印章を不正に使用すると、私印偽造等の罪（b:刑法第162条1項2項）にも該当する。有価証券の成立の真正を偽ると有価証券に対する公共の信用が害され、有価証券の流通が阻害されることによって経済的な損失になるからである。

### 文書偽造罪
文書偽造罪（広義）における講学上の偽造は有形偽造と無形偽造の二種類あるとされる。前者は文書の名義の真正を偽る形態であるのに対し、後者は文書の内容の真正を偽る形態である。広義の文書偽造罪においては、有形偽造が原則的な処罰対象であり、無形偽造は例外的に処罰の対象となるにとどまる（例として、虚偽公文書作成等の罪（b:刑法第156条）、虚偽診断書等作成罪（b:刑法第160条））。
文言上「偽造」とある場合は、しばしば有形偽造のみを指す。また、無形偽造のケースではそもそも文書の名義人たりうる人物しか原則として犯罪の主体とならない（公文書については公務員、診断書については医師）点（真正身分犯）が特徴である（もっとも非身分者が間接正犯形態で構成要件を実現した場合の問題もある）。

## 偽造と変造
変造を参照。　

## カード券面偽造

### 身分証
カード券面偽造技術は精巧化したり、有効な番号を使用した偽変造カード作成事案が発生するなど過去以上に「偽変造カード対策」が必要となっている。そのため、日本ではマイナンバーカードや在留カードは顔写真だけでなく、ICチップが内蔵されている「ICカード身分証」としている。こうすることて、券面は精巧に偽造出来たとしてもチップ内の情報の偽造は無理なため、チップ情報読み取ることでカード券面偽造を見破る方法がある。出入国在留管理庁は、券面偽造された在留カードを見破るために「在留カード等読取アプリケーション」を公開している。マイナンバーカードでは、券面偽造か見抜くにはNFC（近距離無線通信）機能を搭載しているスマホで使える「JPKI利用者ソフト」(iOSとAndroid対応)、ICカードリーダーライターを使うWindowsパソコン向けの「券面事項表示ソフトウェア」がある。2024年8月20日には、携帯電話の契約、地方自治体の窓口手続き、金融機関での口座開設、中古品の買い取りなどでの本人確認作業が必要な事業者向けの「マイナンバーカド対面確認アプリ」がデジタル庁から公開された

### その他
2014年のアメリカ合衆国でスーパーボウル出場を懸けたAFCの優勝決定戦、NFLコミッショナー主催のパーティー、優秀選手賞受賞記念パーティーのチケット、スーパーボウル会場の駐車許可証など計79枚を偽造し、販売した2人の男が逮捕された。
電子機器やスマートフォンの普及していくと、「デジタル発行」「デジタル発券」「デジタルチケット」の仕組みが世に出始め、陸運でも航空でも紙やカード型の乗車券ではなく、IC乗車券(QRコード乗車券)が出てきている。そして、スクリーンショットでの券面偽造防止のために、動く減算時計(リアルタイムで有効期間が減算する時計)やアニメーションも表示させ、その動きでスクショか「アプリの正規画面」なのかを見分ける手法等が導入されたりしている。航空の世界でも以前は紙に磁気テープを埋め込んだボーディングパス(航空券)が主流だったが、2023年時点ではQRコードの電子航空券が普及した。地下アイドルの入場券を偽造した者が逮捕された。